# کنفدراسیون پادشاهی لهستان

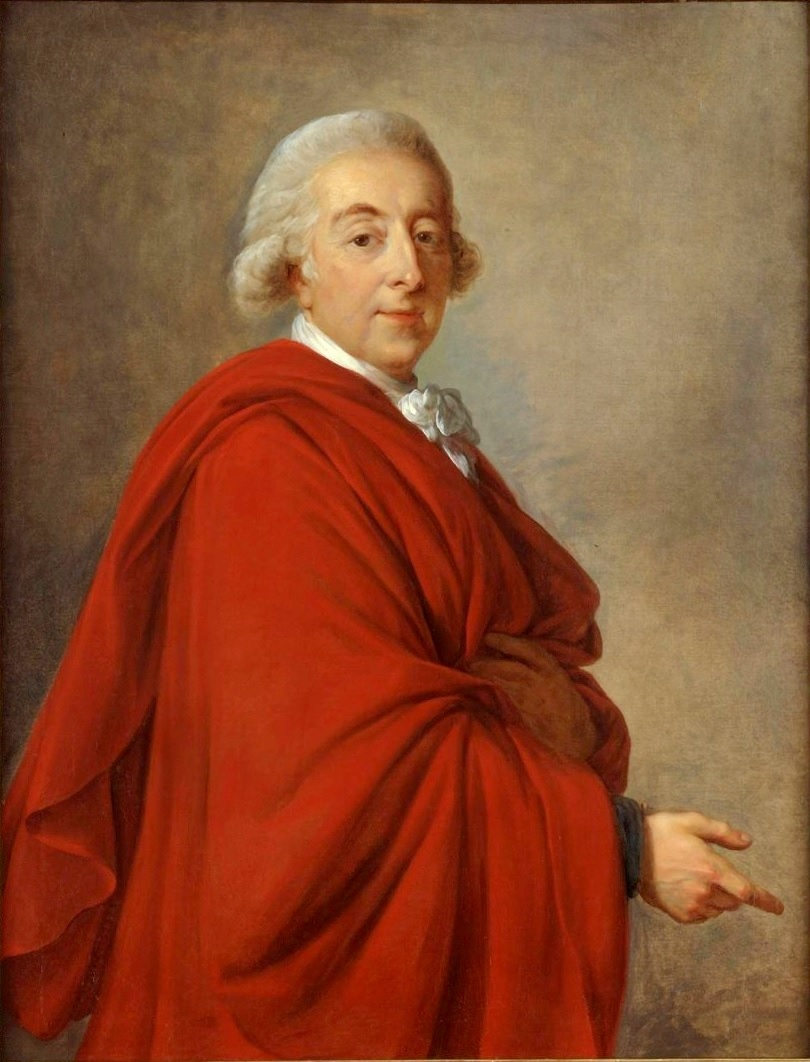
پرتره آدام کازیمیرز چارتوریسکی در شنل قرمز

کنفدراسیون پادشاهی لهستان (لهستانی:Konfederacja Generalna Królestwa Polskiego) کنفدراسیونی لهستانی بود که توسط امپراتور ناپلئون اول، شاه فرانسه، در هنگام لشکرکشی او به روسیه، تأسیس شد.
این کنفدراسیون رسماً توسط دوک نشین ورشو تشکیل شد و در سیستم اداری آن، از سیستم دولتی مشترک‌المنافع لهستان-لیتوانی استفاده می‌شد. این کنفدراسیون سرانجام در ۳۰ آوریل ۱۸۳۰ میلادی با حملهٔ روسیه از میان رفت.